# Yves Montand
Yves Montand (Monsummano Terme, Toscana; 13 de octubre de 1921-Senlis, Oise; 9 de noviembre de 1991) fue un actor y cantante italo-francés.

## Biografía

### Comienzos
Yves Montand nació bajo el nombre de Ivo Livi  en Monsummano Terme, Toscana, Italia; hijo de Giuseppina y Giovanni, unos campesinos pobres de religión católica. En 1921, poco tiempo después de su nacimiento, la familia de Montand emigró de Italia a Francia. Cuando pidieron la nacionalidad francesa, su padre arguyó que habían dejado Italia para escapar del régimen de Mussolini. Montand se crio en Marsella, donde trabajó en la barbería de su hermana y luego en los muelles. Comenzó su carrera en el espectáculo como cantante del music-hall. En 1944, fue descubierto por Édith Piaf en París, quien lo hizo miembro de su compañía artística, convirtiéndose en su mentora y amante. En 1946, actuó en la película Les Portes de la Nuit dirigida por Marcel Carné con el guion del poeta Jacques Prévert en la que interpretó por primera vez su canción Las hojas muertas.

### Carrera
Fue reconocido internacionalmente por protagonizar numerosas películas. En 1951 se casó con la también actriz Simone Signoret y ambos coprotagonizaron varias películas a lo largo de sus carreras. El matrimonio fue lo bastante armonioso, según los testimonios conocidos, para que durase hasta la muerte de ella en 1985, aunque Montand tuvo varios amores ampliamente publicitados, principalmente con Marilyn Monroe, con quien realizó una de las últimas películas de la actriz estadounidense, Let's Make Love.
Durante su carrera, Montand actuó en numerosas películas europeas y estadounidenses, así como en Broadway. Entre sus filmes destacan: El salario del miedo (premiado con la Palma de Oro en Cannes), La ley (donde actuó con Gina Lollobrigida), Z de Costa Gavras... Fue nominado para un Premio César para "Mejor Actor" en 1980 por I comme Icare y nuevamente en 1984 por Garçon!
En 1986, después de que su gran influencia en la taquilla internacional hubiese decaído considerablemente, Montand de 65 años hizo una de sus actuaciones más memorables como el tío, en el relato fílmico Jean de Florette (protagonizado por Gérard Depardieu) y su continuación Manon des sources (coprotagonizada con Emmanuelle Béart). Estas películas fueron un éxito mundial de crítica e incrementaron su fama en los Estados Unidos, donde actuó en el programa televisivo "Late Night" con David Letterman.

### Vida personal

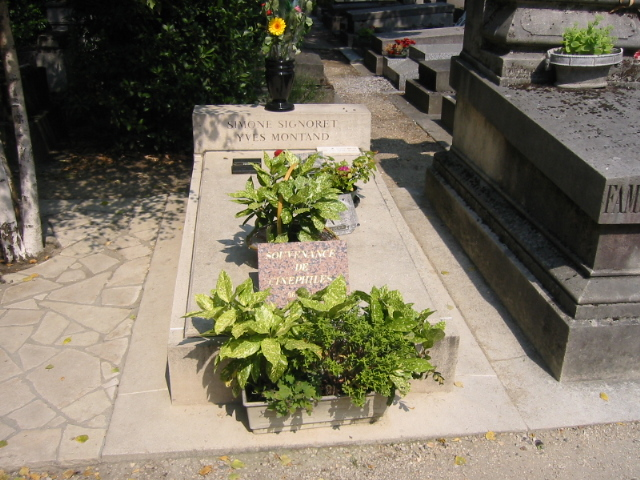
Tumba de Yves Montand y Simone Signoret en el Cementerio del Père-Lachaise, de París.

El 23 de septiembre de 1975 fue expulsado de España cuando fue sorprendido durante una rueda de prensa clandestina en la Torre de Madrid, leyendo un manifiesto suscrito por varios intelectuales franceses en contra de las penas de muerte que había dictado la Justicia militar española a once terroristas.
El único hijo de Montand, Valentín (1988), fue concebido con su asistente Carole Amiel. En una demanda de paternidad que se produjo en Francia, otra mujer acusó a Montand de ser el padre de su hija y fue a los juzgados para obtener una muestra de ADN de él. Montand se negó, pero la mujer persistió en su empeño hasta la muerte del actor. En un arbitraje judicial posterior, la mujer ganó el derecho de que Montand fuese exhumado y se le tomara una muestra a su cadáver. Después del proceso, el análisis demostró que él no era el padre de la niña.
En sus últimos años, mantuvo su hogar en St Paul de Vence (Provenza) hasta su muerte. El 9 de noviembre de 1991, murió en Senlis (al norte de París), víctima de un infarto, durante el rodaje de la película IP5: L'île aux pachydermes de Jean-Jacques Beineix. Fue enterrado en el cementerio del Père-Lachaise de París.
Su voz aparece en la adaptación de la canción italiana partisana «Bella ciao», que está haciendo furor en formato mp3 en Internet.

## Discografía
- Yves Montand live at the Olympia, París. 1981.
  - A Bicyclette (En bicicleta). Letra: Pierre Barouh - Música: Francis Lai.
- Yves Montand chante Jacques Prévert. Mercury France, 1998.

## Filmografía
- Les Portes de la Nuit (1946)
- Ètoile sans Lumière (1946)
- El salario del miedo (1953)
- Napoleón (1955)
- La Grande Strada Azzurra (1957)
- La ley (1959)
- Let's Make Love (1960)
- Goodbye Again (1960)
- Mi dulce geisha (1962)
- Compartiment tueurs (Los raíles del crimen) (1965)
- Grand Prix (1966)
- La guerre est finie (La guerra ha terminado) (1966)
- Vivir para vivir (Vivre pour vivre) de Claude Lelouch (1967)
- Una noche, un tren (1968)
- Z (1969)
- L'Aveu (La Confesión) (1970)
- Le cercle rouge (1970)
- On A Clear Day, You Can See Forever (1970)
- La folie des grandeurs (1971)
- César et Rosalie (1972)
- Tout va bien (1972)
- État de Siège (Estado de sitio) (1973)
- Vincent, François, Paul... et les autres (1974)
- Le Sauvage (1975)
- Police Python 357 (1976)
- Le Fond de L'air Est Rouge (1977)
- La Menace (1977)
- I comme Icare (1979)
- Le choix des armes (1981)
- Garçon! (1983)
- Jean de Florette (1986)
- Manon des sources (1986)
- IP5: L'île aux pachydermes (1991)
- Netchaïev est de retour (Netchaïev ha vuelto) (1991)